# Moyoapan
Moyoapan är en ort i Mexiko.   Den ligger i kommunen Astacinga och delstaten Veracruz, i den sydöstra delen av landet, 230 km öster om huvudstaden Mexico City. Moyoapan ligger 2 093 meter över havet och antalet invånare är 266.
Terrängen runt Moyoapan är lite bergig. Runt Moyoapan är det ganska tätbefolkat, med 93 invånare per kvadratkilometer. Närmaste större samhälle är Zongolica, 15,7 km nordost om Moyoapan. Omgivningarna runt Moyoapan är en mosaik av jordbruksmark och naturlig växtlighet.